# Budapesti 5. sz. országgyűlési egyéni választókerület
A budapesti 5. sz. országgyűlési egyéni választókerület egyike annak a 106 választókerületnek, amelyre a 2011. évi CCIII. törvény Magyarország területét felosztja, és amelyben a választópolgárok egy-egy országgyűlési képviselőt választhatnak. A választókerület nevének szabványos rövidítése: Budapest 05. OEVK. Székhelye: Budapest VII. kerülete 

## Területe
A választókerületet az alábbiak szerint határozza meg a törvény:
1. A VI. kerület teljes területe, amelynek határa: A Dózsa György úton a 28058 hrsz.-ú ingatlan keleti határpontjától a 28224/6 hrsz.-ú MÁV-terület északnyugati határvonalát követve halad a Bulcsú utcai aluljáró északnyugati bejárójáig, innen a Bulcsú utcán át a Lehel utcáig, a Lehel utcán a Ferdinánd híd és a Váci út találkozásáig, majd a Váci úton a Nyugati tér délkeleti oldalán a Bajcsy-Zsilinszky útig és ezen végig a Deák Ferenc térig, a tér északkeleti oldalán a Király utcáig, ezen végig a Lövölde térig, a téren és a Városligeti fasoron át a Dózsa György útig, a Dózsa György úton, később az aluljárón keresztül a kiindulási pontig körbezárt terület.
2. A VII. kerület teljes területe, amelynek határa: A Dózsa György úttól a Városligeti fasoron, majd a Lövölde téren át halad a Király utcáig, a Király utcán végig a Károly körútig, a Károly körúton a Rákóczi útig, ezen a Baross térig, a Baross tér északnyugati oldalán, majd a Thököly úton a Verseny utcáig, a Verseny utcán a Dózsa György útig – a Keleti pályaudvar területét a VIII. kerületnél hagyva –, majd ezen a Városligeti fasoron keresztül a kiindulási pontig körbezárt terület.

## Országgyűlési képviselője
| Név            | Párt                                         | Párt | Terminus | Megjegyzés                                   |
| -------------- | -------------------------------------------- | ---- | -------- | -------------------------------------------- |
| Dr. Oláh Lajos |                                              | DK   | 2014 –   | A 2014-es országgyűlési választás eredménye: |
| Dr. Oláh Lajos | A 2018-as országgyűlési választás eredménye: | DK   | 2014 –   |                                              |
| Dr. Oláh Lajos | A 2022-es országgyűlési választás eredménye: | DK   | 2014 –   |                                              |

## Demográfiai profilja
| Iskolai végzettség                | Iskolai végzettség               | Iskolai végzettség | Iskolai végzettség | Iskolai végzettség |
| --------------------------------- | -------------------------------- | ------------------ | ------------------ | ------------------ |
|                                   |                                  |                    |                    | fő                 |
| Általános iskolát nem végezte el  | Általános iskolát nem végezte el |                    | 956                | 956                |
| Általános iskola                  | Általános iskola                 |                    | 7817               | 7817               |
| Szakmunkás                        | Szakmunkás                       |                    | 7141               | 7141               |
| Érettségi                         | Érettségi                        |                    | 26401              | 26401              |
| Diploma                           | Diploma                          |                    | 33737              | 33737              |
| A 2022. évi népszámlálás szerint. |                                  |                    |                    |                    |

A budapesti 5. sz. választókerület lakónépessége 2022. október 1-jén 84 384 fő volt. A 2011-es és a 2022-es népszámlálás között 4643 fővel csökkent a választókerület lakosság száma. A választókerületben a korösszetétel alapján a legtöbben a fiatal felnőttek élnek 35 933 fővel, míg a legkevesebben a gyermekek 8332 fővel. A választókerület lakosságának a 91,5%-nál van internet elérési lehetőség.
A legmagasabb befejezett iskolai végzettség szerint a diplomával rendelkezők élnek a legtöbben 33 737 fő, utánuk a következő nagy csoport az érettségizettek 26 401 fővel.
Gazdasági aktivitás szerint a lakosság több mint a fele foglalkoztatott 50 203 fő, második legjelentősebb csoport az inaktív keresők, akik főleg nyugdíjasok 14 477 fővel.
A választókerület legjelentősebb nemzetiségi csoportja a német 1040 fő, illetve az ukrán 845 fő. Magyar állampolgársággal nem rendelkező külföldi állampolgárok aránya 16,6%.
Vallási összetétel szerint a választókerületben a vallási közösséghez nem tartozók száma a legnagyobb (13 757 fő), második legnagyobb csoport a római katolikus (13 402 fő), valamint jelentős közösség még a reformátusok (4547 fő).

## Országgyűlési választások
| Párt                                                      | Párt                      | Jelölt                 | Szavazatok | %     | ± %  |
| --------------------------------------------------------- | ------------------------- | ---------------------- | ---------- | ----- | ---- |
|                                                           | Egységben Magyarországért | Dr. Oláh Lajos         | 20 561     | 51,39 | 8,32 |
|                                                           | Fidesz-KDNP               | Kovács Balázs Norbert  | 15 119     | 37,79 | 0,65 |
|                                                           | MKKP                      | Terdik Roland          | 2228       | 5,57  | 2,42 |
|                                                           | Mi Hazánk                 | Dr. Popély Gyula       | 1467       | 3,67  | Új   |
|                                                           | MEMO                      | Major Gergely Róbert   | 638        | 1,59  | Új   |
| Megjelent                                                 | Megjelent                 | Megjelent              | 40 486     | 68,72 | 0,81 |
| Választópolgárok száma                                    | Választópolgárok száma    | Választópolgárok száma | 58 914     | 100   | 9,78 |
| A DK az ellenzéki összefogás részeként tartja a körzetet. |                           |                        |            |       |      |

| Párt                    | Párt                   | Jelölt                 | Szavazatok | %     | ± %  |
| ----------------------- | ---------------------- | ---------------------- | ---------- | ----- | ---- |
|                         | DK                     | Dr. Oláh Lajos         | 20 598     | 45,85 | 7,17 |
|                         | Fidesz-KDNP            | Dr. Bajkai István      | 16 687     | 37,14 | 0,92 |
|                         | Jobbik                 | Stummer János          | 3171       | 7,06  | 3,39 |
|                         | LMP                    | Moldován László        | 3055       | 6,8   | 5,19 |
|                         | MKKP                   | Döme Zsuzsanna         | 1414       | 3,15  | Új   |
| Megjelent               | Megjelent              | Megjelent              | 45 399     | 69,53 | 6,31 |
| Választópolgárok száma  | Választópolgárok száma | Választópolgárok száma | 65 297     | 100   | 8,63 |
| A DK tartja a körzetet. |                        |                        |            |       |      |

| Párt                                               | Párt                   | Jelölt                       | Szavazatok | %     |
| -------------------------------------------------- | ---------------------- | ---------------------------- | ---------- | ----- |
|                                                    | Összefogás             | Dr. Oláh Lajos               | 17 256     | 38,68 |
|                                                    | Fidesz-KDNP            | Rónaszékiné Keresztes Monika | 16 983     | 38,06 |
|                                                    | LMP                    | Csiba Katalin Gyöngyvér      | 5348       | 11,99 |
|                                                    | Jobbik                 | Stummer János                | 4661       | 10,45 |
|                                                    | JESZ                   | Varga Tibor László           | 369        | 0,83  |
| Megjelent                                          | Megjelent              | Megjelent                    | 45 182     | 63,22 |
| Választópolgárok száma                             | Választópolgárok száma | Választópolgárok száma       | 71 463     | 100   |
| A DK az Összefogás részeként nyeri meg a körzetet. |                        |                              |            |       |

## Ellenzéki előválasztás – 2021
| Frakció                              | Frakció         | Jelölő szervezetek               | Jelölt                 | Szavazatok | %     |
| ------------------------------------ | --------------- | -------------------------------- | ---------------------- | ---------- | ----- |
|                                      | DK              | DK, MSZP, Párbeszéd, Liberálisok | Dr. Oláh Lajos         | 4221       | 45,51 |
|                                      | Momentum        | Momentum                         | Tompos Márton          | 3519       | 37,94 |
|                                      | Jobbik          | Jobbik, LMP, ÚVNP, MMM           | Dr. Beleznay Zsuzsanna | 1534       | 16,54 |
| Összes szavazat                      | Összes szavazat | Összes szavazat                  | Összes szavazat        | 9274       | 100   |
| Dr. Oláh Lajos nyeri meg a körzetet. |                 |                                  |                        |            |       |